# Black Tide
Black Tide fue una banda de heavy metal estadounidense originaria de Kendall (Florida), y activa entre 2004 y 2016. Su última formación estuvo compuesta por Gabriel García (guitarra líder/voz) Austin Díaz (guitarra rítmica) Ronny Gutiérrez (bajo) y Cody Paige (batería). Lanzaron su álbum debut, Light From Above, el 18 de marzo de 2008, a través de Interscope Records, cuando García tenía 15 años. Su segundo álbum, Post Mortem se dio a conocer el 23 de agosto de 2011. Su EP Bite the Bullet fue lanzado el 12 de noviembre de 2013 a través del sello InnerCat Music Group. Finalmente, su último álbum, Chasing Shadows, se publicó el 16 de octubre de 2015. El 22 de julio de 2016, García anunció en su cuenta de Instagram la disolución del grupo y que a partir de entonces se centraría en su proyecto como solista.

## Historia

### Formación y contrato con Interscope Records (2004-2007)
Black Tide fue fundada en Miami, Florida en 2004 bajo el nombre Radio por el guitarrista Gabriel García y su hemarno mayor, Raúl García. Raúl reclutó al guitarrista rítmico Alex Nuñez. En ese momento Gabriel García tenía 11 años y Nuñez 13. García y Nuñez reclutaron al bajista Zachary Sandler y al batería Steven Spence, cuando Raúl abandonó el grupo. Esto completó la formación de la banda. La banda empezó tocando en clubes y eventos locales bajo el nombre "Radio", y después cambiaron su nombre por "Black Tide" para mostrar que los miembros de ésta habían "crecido un poco". Poco a poco fueron llamando la atención de la gente y de las compañías discográficas, y consiguen su primer contrato en el año 2005 con Atlantic Records, y permanecieron con ellos hasta 2006. Para el año siguiente, firmaron con Interscope Records. Todos los miembros están influenciados por bandas de metal clásico y el rock como Iron Maiden, Metallica, Megadeth, AC/DC y Pantera.

### Light From Above(2007-2009)
La banda comenzó a viajar y ganó una posición en la segunda edición del Ozzfest, pero fue retirada de la gira porque la edición estaba patrocinada por Jägermeister y todos los miembros de la banda eran menores de la edad legal para beber. Aunque la banda no apareció en la segunda edición, sí que lo hizo en el acto de apertura, abriendo para Lordi, Static-X, Lamb of God y Ozzy Osbourne.Tras el Ozzfest, la banda estuvo de gira con Avenged Sevenfold y All That Remains.
A principios de 2007, medio año antes de tocar en el Ozzfest, Black Tide entró en el estudio en Chicago, Illinois con el productor Johnny K. La banda grabó 12 temas nuevos que incluía su versión de la primera canción escrita de Metallica, Hit the Lights, que originalmente aparece en Kill 'Em All. El álbum resultante, Light From Above, fue lanzado el 18 de marzo de 2008. El álbum fue aclamado por la crítica, con Dan Epstein de Revolver Magazine diciendo "Escuchar el álbum debut de Black Tide es un poco como tropezarse con una grabación de metal a finales de los años 80 de la que una se hubiera olvidado por completo. Un debut muy prometedor" y Scott Alisoglu de Blabbermouth.net indicando que el álbum contiene "grandes melodías, a veces inspiradas en el pop, impulsadas por guitarras de metal que se ubican entre thrash/metal tradicional y el extremo más sucio de los '80s glam/hair metal." Light From Above debutó en el número 73 en el Billboard 200, con 11.400 copias vendidas en su primera semana de ventas. Black Tide también ganó el Premio a la Mejor Revelación en la revista Kerrang!.
El 27 de marzo de 2008, la banda se presentó en el show de Jimmy Kimmel Live! en la cadena de televisión ABC en los Estados Unidos y en Canadá Citytv. En el verano de 2008, poco antes del Mayhem Festival, el guitarrista Alex Nuñez dejó la banda y fue reemplazado por Austin "Panix" Díaz. La banda continuó de gira en el Mayhem Festival, tocando por todo los EE. UU. La banda teloneó a Bullet For My Valentine en su gira europea en noviembre de 2008, junto a Lacuna Coil y Bleeding Through. También Fueron teloneros de Bullet For My Valentine en su gira por EE. UU. en septiembre.
La banda debutó en la televisión británica el 17 de enero de 2009, en el programa de la BBC sonido antes de ser teloneros de Escape the Fate en 2009, en su gira This War Is Ours. La banda acompañó a Trivium entre el 6 y el 19 de mayo de 2009 en el Into the Mouth of Hell We Tour. A esto siguió una temporada tocando en el Warped Tour de 2009, cuando la banda comenzó a realizar una nueva canción titulada "Redefine".

### Post Mortem(2010-2012)
En febrero de 2010, se confirmó que Black Tide estaba en el proceso de escribir canciones para su segundo álbum. Entre mayo y junio de 2010 la revista Revolver confirmó que la banda había entrado en el estudio con la intención de terminar la grabación a finales de junio. En el perfil de Facebook de la banda, Zakk ha filmado muchos vídeos diferentes de 1 minuto desde el estudio sobre el nuevo trabajo.
El 26 de julio de 2010, Black Tide anunció que iban a telonear a Bullet For My Valentine y Escape the Fate en su gira por EE. UU. en septiembre-octubre de 2010. 
El 17 de septiembre de 2010, el primer sencillo del próximo álbum, "Bury Me", salió a la luz. El CD sencillo también incluye una cara-B titulado "Honest Eyes" (que fue lanzado más tarde como una sola por su cuenta). Tras el lanzamiento del sencillo, la banda anunció que el nuevo álbum tendría una fecha tentativa en febrero de 2011, a través de Interscope Records, y que sería auto-titulado.
La banda abrió dos conciertos de Iron Maiden en Florida. También se anunció que se presentará en el Festival Sonisphere en Knebworth, Inglaterra el domingo 10 de julio de 2011. El 29 de abril de 2011, Black Tide ha anunciado en una entrevista en los premios Golden Gods el nombre de su segundo álbum, Post Mortem. También confirmó que el nuevo álbum se ha retrasado hasta el verano de 2011. El vídeo de su nuevo sencillo, Walking Dead Man fue grabado en mayo de 2011. El 17 de mayo, la banda hizo el anuncio de que el nuevo álbum "Post Mortem" se lanzaría 23 de agosto.
Buscando experimentar con sus raíces latinas, Black Tide lanzó su primer tema en español, un EP digital titulado "Al Cielo EP" el 8 de octubre. Se presentaron nuevas grabaciones de las canciones "That Fire", "Let it Out" (Dejalo Salir) y "Into the Sky" (Al Cielo).
El 23 de marzo de 2012, el grupo hizo presencia en el festival Vive Latino de Ciudad de México delante de 120.000 personas.

### Just Another Drug(2012)
El 11 de julio de 2012, Gabriel Garcia anunció que el grupo acababa de grabar un nuevo EP sin título, del que solo quedaban por realizar las mezclas y la carátula. Una semana después, el grupo indicó que el título del nuevo EP sería Just Another Drug, y que se publicaría el 21 de agosto debido a problemas con la carátula. El 24 de agosto, lanzó una versión acústica de la canción "Start Over" a través de su cuenta de YouTube.
El 13 de octubre, se confirmó en la cuenta de Twitter de Gabriel Garcia que el grupo estaba trabajando en demos para su siguiente álbum.
El 22 de marzo de 2013, el bajista Zakk Sandler declaró en una entrevista a The Vinnie Langdon Show que el grupo se encontraba «en pausa, a falta de una palabra mejor», y que no estaba haciendo nada en aquel momento. También reconoció que no había sido invitado a formar parte del EP Just Another Drug.

### Salida de Steven Spence y Zakk Sandler y lanzamiento deBite the Bullet(2013)
El 20 de mayo de 2013, el baterista Steven Spence anunció su salida del grupo. Declaró en su cuenta de Twitter: «Estaba esperando un anuncio de mi reemplazo, pero es hora de que les haga saber que no estaré más tiempo en Black Tide. Quiero darles las gracias a todos por su apoyo a lo largo de los años. Ha sido un viaje impresionante. Seguiré escribiendo todo tipo de músico incluyendo el puto heavy metal. Soy músico, y pongo mi corazón en todo lo que compongo. Esto no termina aquí para mí y espero que la mayoría de ustedes me acompañe en este viaje. Ahora mismo, estoy trabajando en mi EP en solitario Suspense donde escribo/produzco/diseño e interpreto música dance electrónica con un toque de mi batería en vivo. Pronto estaré de gira, y si no los conozco, ¡quiero encontrarme con ustedes! Estaré dispuesto a contestar a cualquier pregunta que tengan para mí. ¡Paz y amor!».[cita requerida]
El 3 de julio de 2013, se confirmó a través de Facebook que el grupo había incorporado a Tim D'Onofrio como nuevo baterista, y que se encontraba grabando un nuevo EP titulado Bite the Bullet. El grupo anunció que dicho EP constaría de 6 temas y que se publicaría a lo largo del verano. La vacante del bajista Zakk Sandler fue ocupada por el propio Gabriel Garcia. El 5 de agosto, Gabriel escribió en Facebook: «Hemos vuelto de verdad a nuestras raíces en este, ¡y lo estamos mezclando ahora mismo!». El EP se publicaría el 12 de noviembre de 2013.
El 24 de agosto, Black Tide anunció que el primer sencillo salido del próximo EP se titularía "Not Afraid" y se publicaría el 31 de agosto.
El 12 de noviembre de 2013, el grupo lanzó oficialmente Bite the Bullet a través de iTunes. El grupo pasó a dar apoyo al EP con una gira por la Costa Este entre el 26 de noviembre y el 9 de diciembre. Un amigo cercano de Gabriel, Ronny Gutierrez, asumió las tareas del bajo durante la gira.
Tim D'Onofrio anunció a través de Facebook que había dejado Black Tide de forma amistosa.

### Cambios en la formación,Chasing Shadowsy ruptura (2014-2016)
El 24 de marzo de 2014, se confirmó a través de Facebook que Ronny Gutierrez sería permanentemente el bajista de Black Tide y que Cody Paige sería el nuevo baterista. Ronny Gutierrez descubrió a Paige, quien estaba versionando canciones de Black Tide en YouTube. Al descubrir que Paige era floridano, le convocó inmediatamente a una audición para ser el nuevo baterista.
A partir del 23 de mayo de 2014, Black Tour partió en su gira Rise Again para apoyar el lanzamiento del EP Bite the Bullet, con el apoyo de Threat Signal, Affiance y Hatchet.
En diciembre de 2014, se reveló que Ronny se encontraba tocando la guitarra a tiempo completo para Shaggy, y que ya no podría dedicarse al bajo debido a la ajetreada agenda de giras de Shaggy.
En enero de 2015, se reveló que Gabe, Austin y Cody estaban grabando un álbum de larga duración compuesto exclusivamente de material inédito. El 22 de mayo, el grupo anunció a través de Facebook que el álbum se titularía Chasing Shadows. Se publicó el 16 de octubre de 2015 a través de Pavement Entertainment.

## Influencias
Su música ha sido descrita por los críticos como heavy metal y speed metal. En las influencias de la banda incluyen Megadeth, Metallica, Iron Maiden, Pantera, Ozzy Osbourne, Judas Priest, Mötley Crüe, Testament, Bullet For My Valentine, Trivium, Children Of Bodom, Death, Van Halen, Kreator, Black Label Society, Avenged Sevenfold, Yngwie Malmsteen, Lamb Of God y The Beatles.
También han versionado los temas "Prowler" y "Hit the Lights" de Iron Maiden y Metallica. Se confirmó en una entrevista que la banda favorita de Gabriel es Megadeth, la de Zakk es Iron Maiden y la de Steven es Pantera.[cita requerida]

## Miembros de la banda

### Última formación
- Gabriel García - voz, guitarra líder (2004-2016)
- Austin Díaz - guitarra rítmica, coros (2008-2016)
- Ronny Gutiérrez - bajo (2014)
- Cody Paige - batería (2014-2016)

### Miembros anteriores
- Raúl García - batería (2004–2006)
- Alex Nuñez - guitarra rítmica, coros (2004–2008)
- Zakk Sandler - bajo, coros (2004–2013)
- Steven Spence - batería (2006–2013)
- Tim D'Onofrio - batería (2013–2014)

## Discografía
Álbumes de estudio
- Light From Above (2008)
- Post Mortem (2011)
- Chasing Shadows (2015)

EPs
- Road Warrior (2008)
- Al Cielo (2011)
- Just Another Drug (2012)
- Bite the Bullet (2013)

Demos 
- Radio Demo (2004)
- Black Tide Demo (2006)

## Videografía
- Shockwave (2007)
- Shout (2008)
- Walking Dead Man (2011)
- That Fire (2011)
- Not Afraid (2013)
- Can't Get Enough (2014)
- Angel In The Dark (2015)